# Сокол, Валентин Львович
Валенти́н Льво́вич Со́кол (Со́коль) (1898, Павлоград — 26 октября 1937) — советский организатор кинопроизводства, участник Гражданской войны в России, политработник, управляющий Всесоюзным трестом по производству учебных, научных, технических и оборонно-технических фильмов «Союзтехфильм» (1932—1936), ответственный редактор журнала «Учебное кино» (1933—1935).

## Биография
Родился в октябре 1898 года в Павлограде Екатеринославской губернии (ныне — Днепропетровская область Украины) в семье кустаря-шапочника. В 1918 году окончил Константиноградскую земскую гимназию.
С начала 1917 года — член молодёжного БУНДа, в 1918 году работал парторганизатором БУНДа в Павлограде. В марте 1919 года перешёл в КП(б)У, был организатором и руководителем Павлоградской организации Коммунистического союза рабочей молодежи Украины (КСРМУ), служил политбойцом в частях Красной армии (РККА) в Екатеринославской губернии.
После занятия юга Украины войсками Вооружённых сил Юга России с конца июля 1919 года находился в Кременчуге на подпольной работе, руководил боевой дружиной. В период борьбы за Кременчуг по приказу Военно-революционного штаба с отрядом повстанцев участвовал в захвате здания городской думы и разгоне городского управления.
В декабре 1919 года назначен начальником секретно-оперативного отдела Кременчугской ЧК. В январе 1920 года — председатель Полтавского губернского комитета КСРМУ. С февраля по май 1920 года учился в Коммунистическом университете имени Я. М. Свердлова, прошёл в нем краткосрочный курс. В 1920 году мобилизован в РККА, служил комиссаром, начальником политотдела 4-й кавалерийской дивизии Первой конной армии. В 1922—1924 годах — начальник политотдела 37 кавалерийской дивизии, железнодорожной бригады, корпуса войск охраны путей сообщения, с 1925 года — старший инструктор орготдела Политуправления РККА.
В 1927 году был одним из организаторов оппозиционных троцкистских групп в Краснопресненском районе Москвы. В октябре 1927 года за оппозиционную деятельность исключён из рядов ВКП(б). Осенью 1927 года уволен со службы, несколько месяцев оставался безработным.
С февраля 1928 года — заведующий литературно-художественной частью Государственного военного кинофотопредприятия «Госвоенкино». Осенью 1928 года после подачи заявления об отходе от оппозиции восстановлен в ВКП(б).
С осени 1929 года — заместитель директора, с  февраля по начало марта 1930 года — временно исполняющий обязанности директора кинофабрики «Культурфильм» АО «Совкино». С марта по май 1930 года — заведующий военным отделом АО «Совкино». С мая 1930 года — заведующий секцией инспекции и контроля, заведующий моботделом «Союзкино». С мая 1931 года — заместитель начальника сектора производства фильмов «Союзкино».
С октября 1932 года по февраль 1936 года —  управляющий Всесоюзным трестом по производству учебных, научных, технических и оборонно-технических фильмов «Союзтехфильм». Ответственный редактор журнала «Учебное кино» (1933—1935). В декабре 1934 года на Всесоюзном совещании по вопросам научной и учебной кинематографии выступил с докладом об итогах и задачах производства учебных и научных фильмов.
1 декабря 1935 года 6-м отделением секретно-политического отдела Главного управления государственной безопасности НКВД СССР привлечён к ответственности за незаконное хранение оружие, дал подписку о невыезде из Москвы.
В декабре 1935 года при проверке партдокументов повторно исключён из ВКП(б), в частности, по обвинению в способствовании помещению изображений Троцкого, Каменева и Зиновьева в комплекты диапозитивов «1905 год», «Октябрь» и «Ленинград», выпущенных фабрикой треста «Союзтехфильм».
Арестован 9 марта 1936 года Особым отделом Управления НКВД по Московской области, 28  марта 1936 года два его дела были объединены, 31 марта 1936 года согласно обвинительному заключению ему была инкриминирована троцкистская деятельность и незаконное хранение оружия. 4 апреля 1936 года Особым совещанием при НКВД СССР осуждён на 5 лет ИТЛ. Наказание отбывал в Севвостлаге.
2 июня 1937 года в газете «Рабочая Москва» была опубликована статья, в которой Сокол был обвинён в подрывной деятельности и вредительстве на киностудии «Мостехфильм» (входила в трест «Союзтехфильм»). В журнале «Искусство кино» за сентябрь 1937 года указывалось, что «в кинематографической печати активно подвизались бывший руководитель Союзтехфильма троцкист Сокол и известный праволевацкий „герой“ Зонин, которого гостеприимно приютила газета „Кино“».
14 сентября 1937 года приговорён тройкой при Управлении НКВД по Дальстрою за контрреволюционную деятельность к ВМН. 26 октября 1937 года расстрелян.
Реабилитирован 26 декабря 1957 года по делу 1937 года, 6 марта 1964 года Президиумом Мосгорсуда — по делу 1936 года.